# Amorphophallus boyceanus
Amorphophallus boyceanus är en kallaväxtart som beskrevs av Wilbert Leonard Anna Hetterscheid. Amorphophallus boyceanus ingår i släktet Amorphophallus och familjen kallaväxter. Inga underarter finns listade.